# Lijst van voetbalinterlands Bhutan - Saoedi-Arabië (vrouwen)
Deze lijst van voetbalinterlands is een overzicht van alle officiële voetbalinterlands tussen de nationale vrouwenteams van Bhutan en Saoedi-Arabië. De landen hebben tot nu toe drie keer tegen elkaar gespeeld.

## Wedstrijden
| № | Plaats | Datum             | Competitie        | Wedstrijd              | Uitslag |
| - | ------ | ----------------- | ----------------- | ---------------------- | ------- |
| 1 | Abha   | 24 september 2022 | Vriendschappelijk | Saoedi-Arabië − Bhutan | 3 − 3   |
| 2 | Abha   | 28 september 2022 | Vriendschappelijk | Saoedi-Arabië − Bhutan | 2 − 4   |
| 3 | Taif   | 27 september 2023 | Vriendschappelijk | Saoedi-Arabië − Bhutan | 0 − 1   |

## Samenvatting
| Competitie        | Totaal gespeeld | Winst Bhutan | Gelijk | Winst Saoedi-Arabië | Doelsaldo Bhutan – Saoedi-Arabië |
| ----------------- | --------------- | ------------ | ------ | ------------------- | -------------------------------- |
| Vriendschappelijk | 3               | 2            | 1      | 0                   | 8 − 5                            |
| Totaal            | 3               | 2            | 1      | 0                   | 8 − 5                            |